# 孔四貞
孔四貞（1635年—？），清初定南王孔有德之女。孝莊文皇后曾抚养她。

## 生平
孔四貞幼時，曾為吳三桂養女。順治九年（1652年），李定國奇襲廣西，攻破桂林，孔有德命其妻子及子女自焚後，上吊身亡。清人楊陸榮《三藩紀事本末》記載：「惟一女年十七，逸出城，單騎走京師，哭於朝。世祖憐而養之宮中」  。
孔四貞被封為「和碩格格」，即郡主，到達北京後，孔四貞因年紀尚幼而被孝莊文皇后在宮中養育，並被賜白金萬兩，歲俸視郡主 。
順治十三年四月，禮部尚書恩格德等奏言，冊封中宮已照例舉行，而且乾清宮、坤寧宮，以及景仁宮等宮殿即將建成，未便久虛，應該要冊封妃嬪，惟被嚴飭。六月，禮部得旨：「今先冊立東西二宮皇妃，應行事宜，爾部即照例酌議具奏，余著候上」。同月，順治帝諭禮部，奉聖母皇太后諭：「定南武壯王女孔氏，忠勳嫡裔，淑順端莊，堪翊壼範，宜立為東宮皇妃。爾部即照例備辦儀物，候旨行冊封禮」。七月，禮部擇吉於八月十九日冊妃，順治帝以和碩襄親王近期去世為由，不忍舉行，命八月以後擇吉。八月，江南道監察御史俞鐸以「兩宮冊立有期」為其中一個理由，請求暫停內外秋決，以彰皇仁。同年九月二十二日，朝鮮使臣麟坪大君李渲抵京，發現「畿輔州府方抄選良家美女，以充後庭，闕額三千，計數分定」，九月二十七日，已經完成擬定冊立孔氏的文稿，文稿稱孔氏「乃定南王孔有德之女，淑慎持躬、柔嘉賦性，奉藩屏之素訓，翼亮原深，佐宮廟之弘庥，肅雝茂普」，十月十九日，金汝輝向李渲透露：「東宮皇后，明日定以寡婦貴妃冊封」、「西宫皇后，孔有德女揀在別宮，翰林石紳女季秋選入，寵冠後宮，未知畢竟某人為后」。冊封孔四貞之事後來不了了之，並未舉行。有稱原因是順治帝「知先許孫延齡，乃止」。
孔四貞出身將門，隨父軍中，性情剛烈。嫁給孫延齡後，在丈夫面前趾高氣揚，孫延齡心機頗深，最初對孔四貞百般恭敬，孔四貞遂為他在宮廷遊說，使延齡得寵朝中。康熙四年（1665年），延齡慫恿孔四貞請求朝廷准許他們「就食廣西」，皇帝批准。後來延齡夫婦舉家南下，孫延齡便漸次排擠了孔四貞，夫妻感情惡化。
康熙十二年（1673年），發生三藩之亂，吳三桂起兵反清，並引誘孫延齡起兵響應。此時孔四貞懊悔異常，「日夜感上恩，勸延齡歸順」，延齡首鼠兩端，猶豫不決，後吳三桂派吳世琮襲殺孫延齡。孔四貞曾有一子，也被吳世琮所殺。後來吳三桂把四貞接到雲南，以為籠絡原定南王部屬，事實形同軟禁。孔四貞待在昆明八年，直到「三藩之亂」被平定後，才輾轉返回京師，晚景淒涼。孟森說她「從此為孤豚腐鼠，不過為孫氏一老寡婦，無爭相取重者矣」。传说死后葬在今北京公主坟，该地乃因此得名。但已经考证此说不实。